# Valter Skarsgård
Valter Skarsgård (25 oktober 1995) is een Zweedse acteur. Sinds 2021 speelt hij de rol van Vilhelm Beck, een Zweedse detective, in Beck.

## Biografie
Skarsgård zat op St. Erik's gymnasium en volgde een theateropleiding.

### Privéleven
Skarsgård is de jongste zoon van acteur Stellan en My Skarsgård. Hij heeft zeven broers en zussen, onder wie de acteurs Alexander, Gustaf en Bill Skarsgård.

## Filmografie

### Film
| Jaar | Titel                           | Rol                         | Opmerkingen |
| ---- | ------------------------------- | --------------------------- | ----------- |
| 2003 | Details                         | Daniel (jong)               |             |
| 2003 | Att Döda Ett Barn               | Het kind                    | Korte Film  |
| 2007 | Arn: The Knight Templar         | Jon                         |             |
| 2008 | Arn - The Kingdom at Road's End | Jon                         |             |
| 2013 | IRL                             | Elias                       |             |
| 2018 | Lords of Chaos                  | Bård Guldvik "Faust" Eithun |             |
| 2019 | Don't Click                     | Josh                        |             |
| 2019 | Funhouse                        | Kaspar                      |             |

### Televisie
| Jaar      | Titel             | Rol           | Opmerkingen |
| --------- | ----------------- | ------------- | ----------- |
| 2016-2018 | Black Lake        | Lippi         |             |
| 2020      | Morden i Sandhamn | Micke         |             |
| 2021      | Katla             | Björn         |             |
| 2021-     | Beck              | Vilhelm Beck  |             |
| 2023      | Börje             | Börje Salming |             |